# Pescantina
Pescantina är en ort och kommun i provinsen Verona i regionen Veneto i Italien. Kommunen hade 17 308 invånare (2018).